# HeroEngine
A HeroEngine é um motor de jogos 3D de plataforma, desenvolvida originalmente pela Simutronics Corporation especificamente para a construção de estilo de jogos MMO. Na primeira desenvolvida para Hero's Journey da empresa do próprio jogo, a engine ganhou vários prêmios em feiras, e desde então tem sido licenciada por outras empresas como a BioWare Austin (que está usando para Star Wars: The Old Republic) e games da Stray Bullet (para um projeto ainda sem nome).
Em 12 de junho de 2010, Idea Fabrik anunciou que tinha comprado "a HeroEngine e tecnologias de desenvolvimento jogo HeroCloud", bem como contratou "o pessoal da Simutronics que foi associado com o desenvolvimento e suporte de HeroEngine / HeroCloud".

## Características
O motor tem criação online. Por exemplo, um desenvolvedor pode estar criando uma casa e as pessoas dentro, enquanto outros trabalham sobre o paisagismo e o terreno ao redor. Cada um vê o trabalho do outro em tempo real.
Jogos feitos com HeroEngine podem levar até 18 meses para serem concluídos.
Os processos de simulação e renderização do motor são atualmente executados em um único segmento. No entanto, prevê-se para que haja um lançamento de multi-threaded, mas a data de publicação ainda não foi determinada.

### Integração com outras tecnologias
A HeroBlade contém características integradas como o costume de script e gerenciamento de projeto colaborativo, que permitem aos desenvolvedores fazer anotações diretamente sobre os níveis para os outros verem.